# کلوپ تئاتر تجربی لا ماما
کلوپ تئاتر تجربی لا ماما (انگلیسی: La MaMa Experimental Theatre Club) یک تئاتر آف.آف. برادوی است که در سال ۱۹۶۱ توسط الن استوارت بنیانگذاری شد.
مرکزِ تئاتری «لاماما» را در ۱۹۶۱ «اِلِن استوارت» در زیررمینی در شرقِ مَنهَتَن بنا نهاد که امروزه به عنوانِ یک مرکزِ فرهنگی در جستجویِ هنرمندانی از هر فرهنگ و ملیت شهرتِ جهانی دارد.
گروه‌های تجربی فعال در دههٔ ۱۹۶۰ مانند کافه لاماما به سرپرستی جریانی را به وجود آورند که نه تنها با اجراهای پرهزینه و سنتی برادوی کاملاً متفاوت بود. بلکه از لحاظ بودجه نوع فضای اجرا و نوآوری و ساختارشکنی در فرم و شیوه‌های اجرایی با جریان تئاتر اف برادوی نیز فرق داشت به همین سبب جریان تئاتری نیورک در دههٔ ۶۰ به تئاترهای آف.آف. برادوی معروف شد.